# 春の声 (ミャンマー)
春の声（はるのこえ、英：The Voice of Spring、ミャンマー）は、アウン・サン・スー・チー国家顧問に対する、国軍のクーデターにより始まった抗議活動の側による、通信遮断に対抗するための、若者が中心となって刊行している、手書き新聞である。

## 刊行
通信遮断や、ジャーナリスト拘束により、正確な情報が伝わらないミャンマーでは、デモの主体となっている若者などが、手書き新聞である「春の声」と呼ばれるものを刊行した。
方法は読者に自由に印刷してもらうという形で、主に20～30代の携わりが多い。
デモ現場やデモ活動の様子の写真が多く、今や情報伝達の足掛かりとなっている。

## 名前の由来
ミャンマー国民はデモのことを、『春の革命』と呼んでおり、それをモチーフとした形という。
とある30代の若者は、「情報過疎になった人たちにひそかに読んでほしい」といい、読者も徐々に増えつつあるという。

## 現在の状況
すでに、750人以上が死亡しているとされ、子供の死者も30人を超えている。
古都バゴーでは4月8日から9日に、国軍が大規模な攻撃を行ったとされ、80人以上が死亡したとされている。5歳の男児も死亡しており、戦禍はますます広がると見える。
少数民族戦線である、ワ州連合軍や、カレン民族同盟も民主派との連携を強めるとみられ、いずれにせよ被害は拡大している。
しかしこの状況や、圧迫強化などで、〈虚偽記載をした〉とされて、拘束されている春の声関係者も多い。